# Pseudoryctes etunus
Pseudoryctes etunus är en skalbaggsart som beskrevs av Phillip B. Carne 1957. Pseudoryctes etunus ingår i släktet Pseudoryctes och familjen Dynastidae. Inga underarter finns listade i Catalogue of Life.